# Adolph Freiherr Knigge

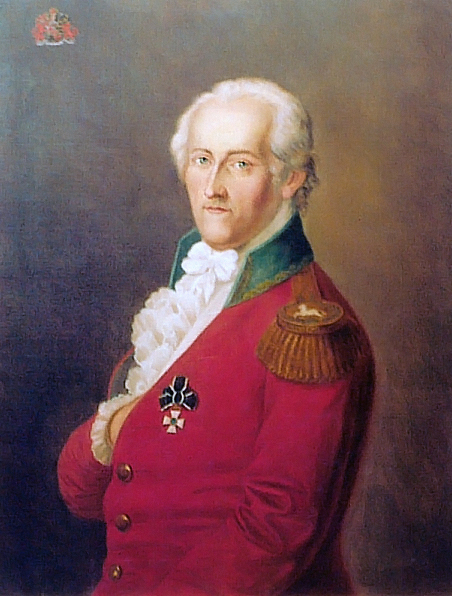
Freiherr Adolph Knigge

Freiherr Adolph Franz Friedrich Ludwig Knigge (16 tháng 10 năm 1752 - 6 tháng 5 năm 1796) là một nhà văn người Đức. Ông là thành viên của Hội Tam Điểm, và là một trong những thành viên trụ cột của Illuminati.
Knigge sinh ra ở Bredenbeck (hiện là một phần của Wennigsen, Lower Sachsen). Mẹ ông mất khi ông mới mười một tuổi, và bố ông cũng ra đi ba năm sau đó. Cậu thiếu niên Knigge "thừa hưởng" một khoản nợ lớn. Các chủ nợ của ông đã chiếm hữu tài sản của gia đình ông và chỉ để lại một khoản trợ cấp ít ỏi gồm 500 thalers.
Ông học luật từ năm 1769 đến 1772 tại Gottingen, nơi ông trở thành thành viên của Quân đoàn Hannover. Năm 1777, ông trở thành Chamberlain tại tòa án Weimar.
Năm 1780 Knigge tham gia vào tổ chức Illuminati của Adam Weishaupt, những cống hiến của ông góp phần to lớn vào việc phổ biến Illuminati rộng rãi ra cộng đồng. Nhưng vào năm 1783, sự bất đồng đã nảy sinh giữa Knigge và Weishaupt, dẫn đến việc Knigge quyết định rời khỏi nhóm vào ngày 1 tháng 7 năm 1784. Knigge tuyên bố rằng ông không còn có thể chịu đựng sự độc đoán, hống hách của Weishaupt, mà thường là các hình thức xúc phạm, công kích. Ông nghi ngờ Weishaupt là "một tu sĩ dòng Tên trá hình".
Sự tham gia của Knigge với Illuminati đã góp phần rất lớn cho sự tiến bộ của nhân quyền. Ông qua đời ở Bremen vào năm 1796.
Ở Đức, Knigge được nhớ đến nhiều nhất với cuốn sách Über den Umgang mit Menschen (Về cách ứng xử giữa con người), một chuyên luận về các nguyên tắc cơ bản của quan hệ con người hướng dẫn hành vi, phép lịch sự và các nghi thức xã giao. Tác phẩm này giống như một chuyên luận xã hội học và triết học trên cơ sở quan hệ của con người hơn là một hướng dẫn về nghi thức xã giao. Vì vậy ngày nay, "Knigge" trong tiếng Đức được hiểu là "cách cư xử tốt" hay "nghi thức xã giao".